# تویوتا لندکروزر
تویوتا لندکروزر Toyota Land Cruiser (ژاپنی: トヨタ・ランドクルーザー) (همچنین گاهی به‌صورت LandCruiser هم نوشته می‌شود)  مجموعه‌ای از خودروهای خودروساز ژاپنی تویوتا موتورز است که همچنان پس از سال‌های متمادی تولید می‌شود و طولانی‌ترین سری مدل‌های درحال تولید تویوتا به‌شمار می‌رود. تا سال ۲۰۱۹، فروش لندکروزر در کل جهان به بیش از ۱۰ میلیون دستگاه رسید.
تولید اولین نسل لندکروز در سال ۱۹۵۱ آغاز شد. لندکروزر در سبک‌های بدنه کانورتیبل، سقف سخت، استیشن واگن و شاسی کابین تولید شده‌است. قابلیت اطمینان و طول عمر لندکروزر به محبوبیت زیادی منجر شده‌است؛ به‌ویژه در استرالیا، جایی که پرفروش‌ترین وسیله نقلیه بدنه روی فریم و چهار چرخ محرک است. تویوتا همچنین لندکروزر را به‌طور گسترده در مناطق دورافتاده استرالیا آزمایش می‌کند - که یکی از سخت‌ترین محیط‌های عملیاتی در دما و زمین محسوب می‌شود. در ژاپن، لندکروزر زمانی در انحصار نمایندگی‌های ژاپنی تویوتا به نام فروشگاه تویوتا بود.
تا سال ۲۰۲۱، لندکروزر با اندازه کامل در بسیاری از بازارها موجود بود. استثناها شامل ایالات متحده (از سال ۲۰۲۱)، و کانادا (از سال ۱۹۹۶)، مالزی (که به جای آن لکسوس ال‌ایکس را دریافت می‌کند)، هنگ کنگ، ماکائو، سنگاپور، کره جنوبی، برزیل و بیشتر اروپا. در اروپا، تنها کشورهایی که لندکروزر فول‌سایز در آن‌ها به فروش می‌رسد جبل‌الطارق، مولداوی، روسیه، بلاروس و اوکراین هستند. لندکروزر در خاورمیانه، روسیه، استرالیا و همچنین در آفریقا و توسط سازمان‌های غیردولتی، سازمان ملل و سازمان‌های بشردوستانه، ارتش‌های ملی (اغلب نسخه پیکاپ) و همچنین گروه‌های مسلح شورشی که با نصب مسلسل در عقب آنها را به «خودروی جنگی» تبدیل می‌کنند استفاده می‌شود و بسیار محبوب است. در اوت ۲۰۱۹، مجموع فروش جهانی تویوتا لندکروزر از ۱۰ میلیون دستگاه فراتر رفت.

## اصل و نسب
ارتش امپراتوری ژاپن از سال ۱۹۳۶ از خودروی شناسایی چهار چرخ محرک Kurogane Type 95 استفاده می‌کرد. هنگامی که امپراتوری ژاپن در سال ۱۹۴۱ فیلیپین را اشغال کرد، آنها یک جیپ ویلیس ام‌بی آمریکایی را پیدا کردند و بلافاصله آن را به ژاپن فرستادند. مقامات نظامی ژاپن به تویوتا دستور دادند خودروی مشابهی تولید کند اما ظاهر آن را تغییر دهد. نمونه اولیه مدل AK منجر به Yon-Shiki Kogata Kamotsu-Sha (四式小型 貨物 車 کامیون باری فشرده نوع ۴) شد.
بعداً در سال ۱۹۴۱، دولت ژاپن به تویوتا دستور داد تا یک کامیون سبک برای ارتش ژاپن تولید کند. در سال ۱۹۴۲، تویوتا نمونه اولیه AK10 را با مهندسی معکوس یک بانتام جی‌پی توسعه داد. این کامیون نیم تنی دارای جلوپنجره جلویی قائم، قوس چرخ‌های جلوی صاف که مانند FJ40 به سمت پایین و عقب، چراغ‌های جلو نصب شده در بالای قوس چرخ‌ها در دو طرف رادیاتور و یک شیشه جلو تاشو است.
AK10 از موتور ۴ سیلندر نوع C با حجم ۲۲۵۹ سی‌سی (۲٫۳ لیتر) از سدان تویوتا مدل AE که به یک جعبه‌دنده دستی سه سرعته و دنده کمک دو سرعته متصل است نیرو می گیرد. برخلاف جیپ آمریکایی، AK10 استفاده محدودی داشت و عکس‌های آن در میدان جنگ نادر است.
در ژوئن ۱۹۵۴، در پاسخ به ادعاهای نقض علامت تجاری توسط شرکت ویلیس که جیپ اصلی را تولید می‌کرد، هانجی اومهارا، مدیر فناوری آن زمان، نام خودرو را به "لندکروزر" تغییر داد.
تویوتا "جیپ" BJ پس از جنگ کاملاً با AK10 متفاوت است و هیچ قطعه مکانیکی‌ای از آن به ارث نمی‌برد. با این حال، بسیاری از درس‌های آموخته شده از توسعه AK10 در هنگام توسعه BJ استفاده شد.

## آمار فروش
| سال  | ژاپن  | استرالیا | ایالات متحده | عربستان سعودی |
| ---- | ----- | -------- | ------------ | ------------- |
| 1999 |       |          | 18,602       |               |
| 2000 |       |          | 15,509       |               |
| 2001 |       |          | 7,591        |               |
| 2002 |       |          | 6,752        |               |
| 2003 |       |          | 6,671        |               |
| 2004 | 4,996 |          | 6,778        |               |
| 2005 | 5,895 |          | 4,870        |               |
| 2006 | 4,431 |          | 3,376        |               |
| 2007 | 4,946 |          | 3,251        |               |
| 2008 | 8,094 |          | 3,898        |               |
| 2009 | 2,772 |          | 2,261        |               |
| 2010 | 2,908 |          | 1,807        |               |
| 2011 | 3,146 |          | 1,662        |               |
| 2012 | 4,109 |          | 2,895        |               |
| 2013 | 3,990 |          | 3,082        |               |
| 2014 | 3,800 |          | 3,158        |               |
| 2015 | 3,360 | 9,202    | 2,687        |               |
| 2016 | 6,020 | 11,813   | 3,705        |               |
| 2017 | 4,250 | 12,814   | 3,100        |               |
| 2018 | 3,610 | 13,677   | 3,222        |               |
| 2019 | 2,650 | 13,802   | 3,536        |               |
| 2020 | 1,960 | 15,078   | 3,147        | 7,430         |
| 2021 | 1,530 | 14,356   | 3,711        |               |

## استفاده توسط گروه‌های شبه‌نظامی و نیروهای نظامی

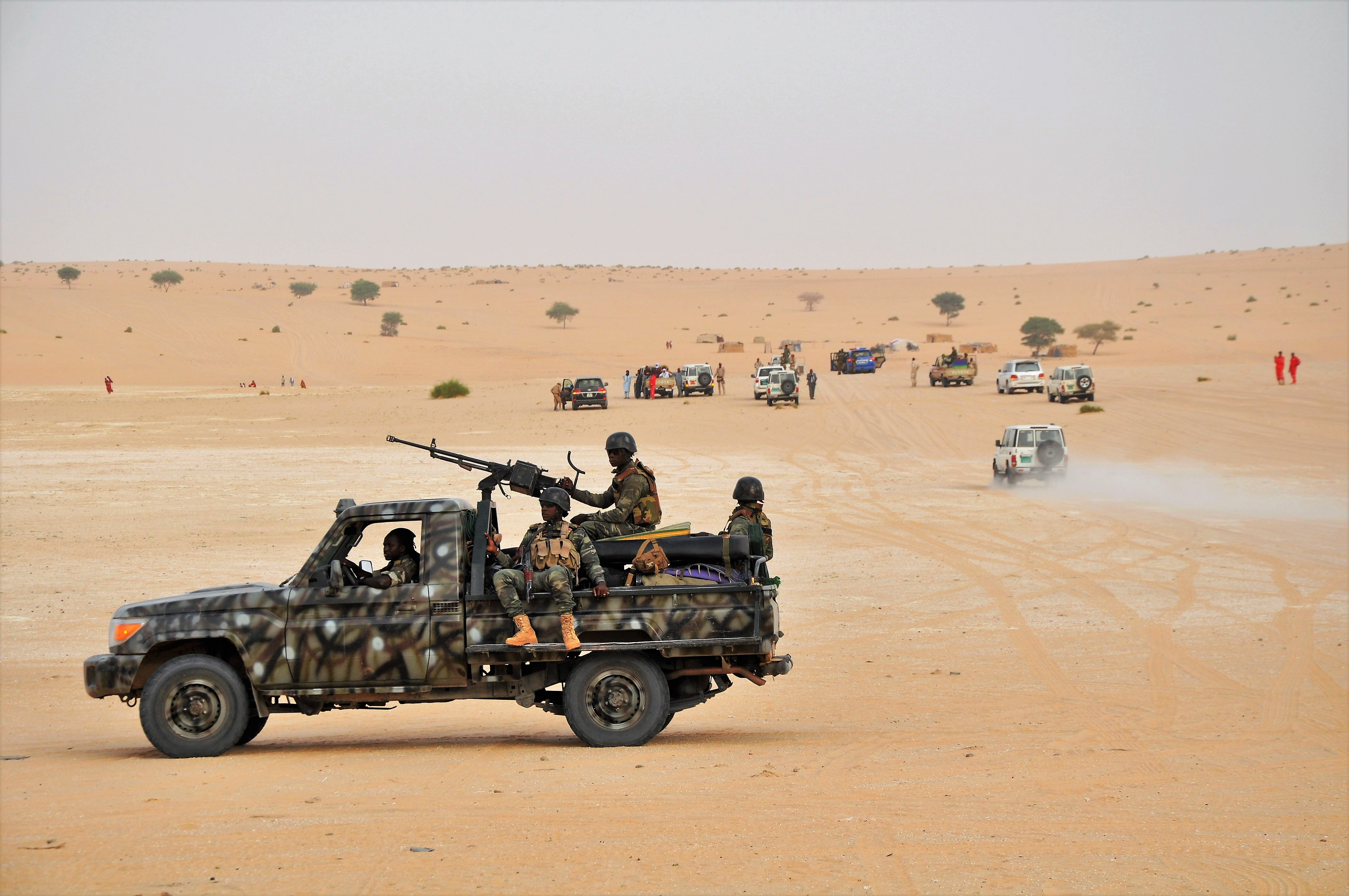
خودروی تویوتا لندکروزر پیکاپ در حال استفاده توسط نیروهای مسلح نیجر (۲۰۱۹)

لندکروزر و مدل کوچک‌تر هایلوکس به دلیل دوام و قابلیت اطمینان، در میان گروه‌های شبه‌نظامی در مناطق جنگ‌زده محبوب شده‌است. مقامات ضدترور ایالات متحده از تویوتا پرسیدند که چگونه ظاهراً گروه افراطی دولت اسلامی تعداد زیادی لندکروزر و هایلوکس تویوتا را به‌دست آورده‌است. مارک والاس، مدیر پروژه مبارزه با افراط‌گرایی گفت: «متأسفانه تویوتا لندکروزر و هایلوکس تقریباً بخشی از برند داعش شده‌اند.».

## نگارخانه

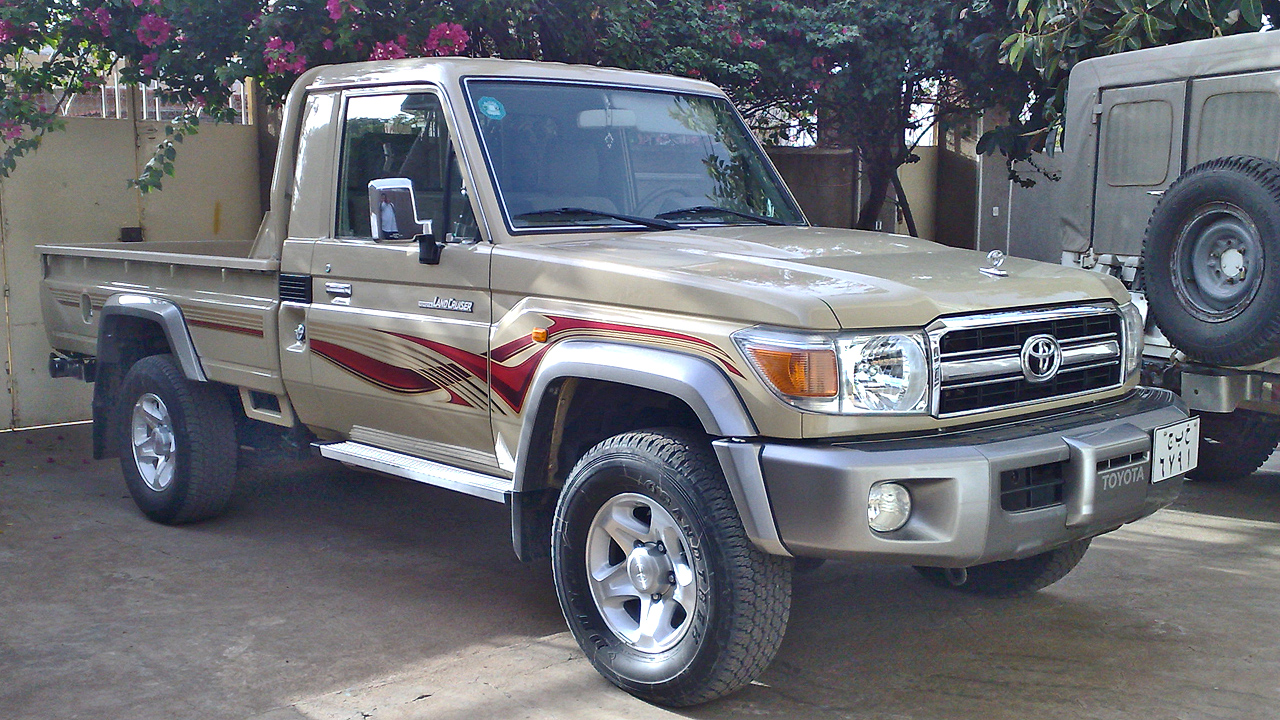
تویوتا لندکروزر سری ۷۰، از محبوب‌ترین خودروهای تویوتا که از سال ۱۹۸۴ تا کنون تولید می‌شود.
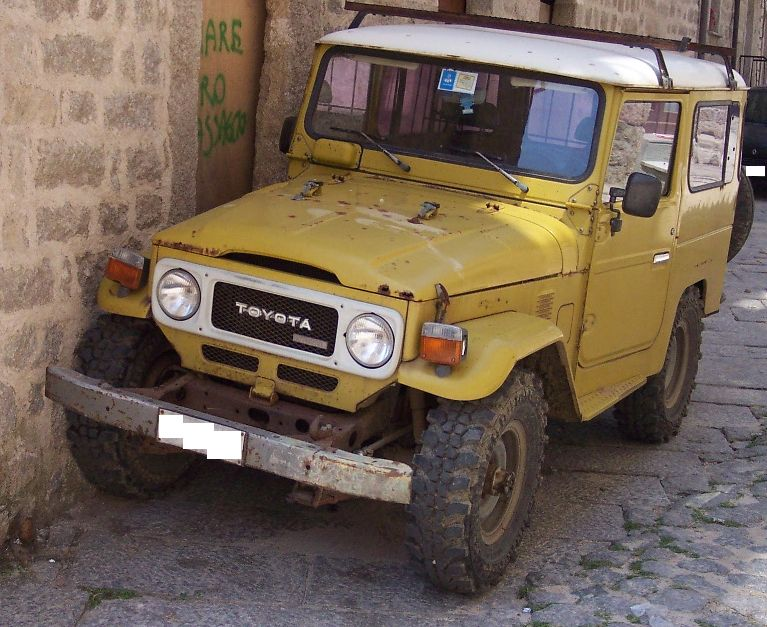
نسل سوم تویوتا لندکروزر، سری ۴۰، سال ساخت ۱۹۷۰–۱۹۸۳
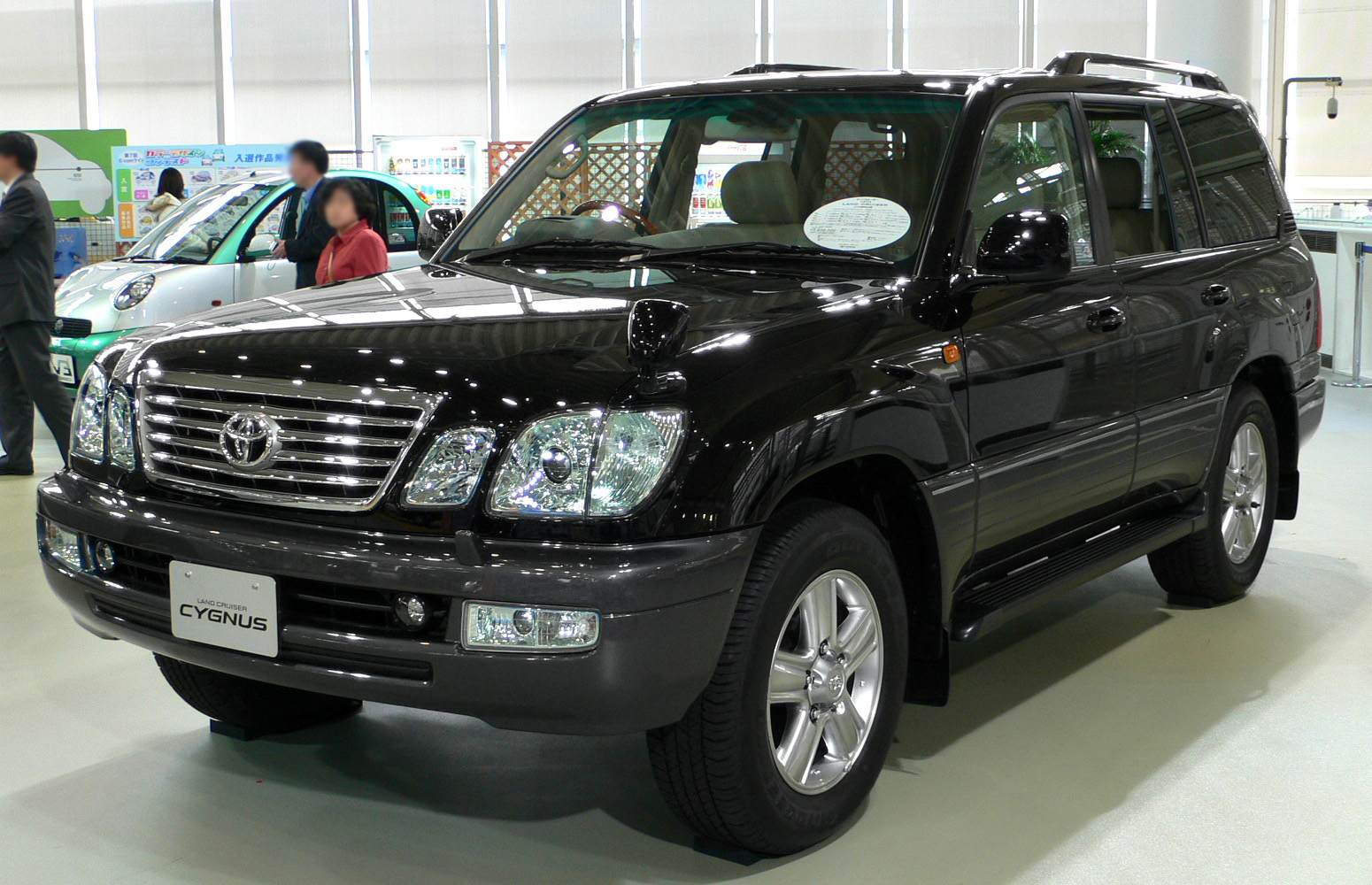
نسل هشتم تویوتا لندکروزر، سری ۱۰۰، سال ساخت ۱۹۹۸–۲۰۰۷
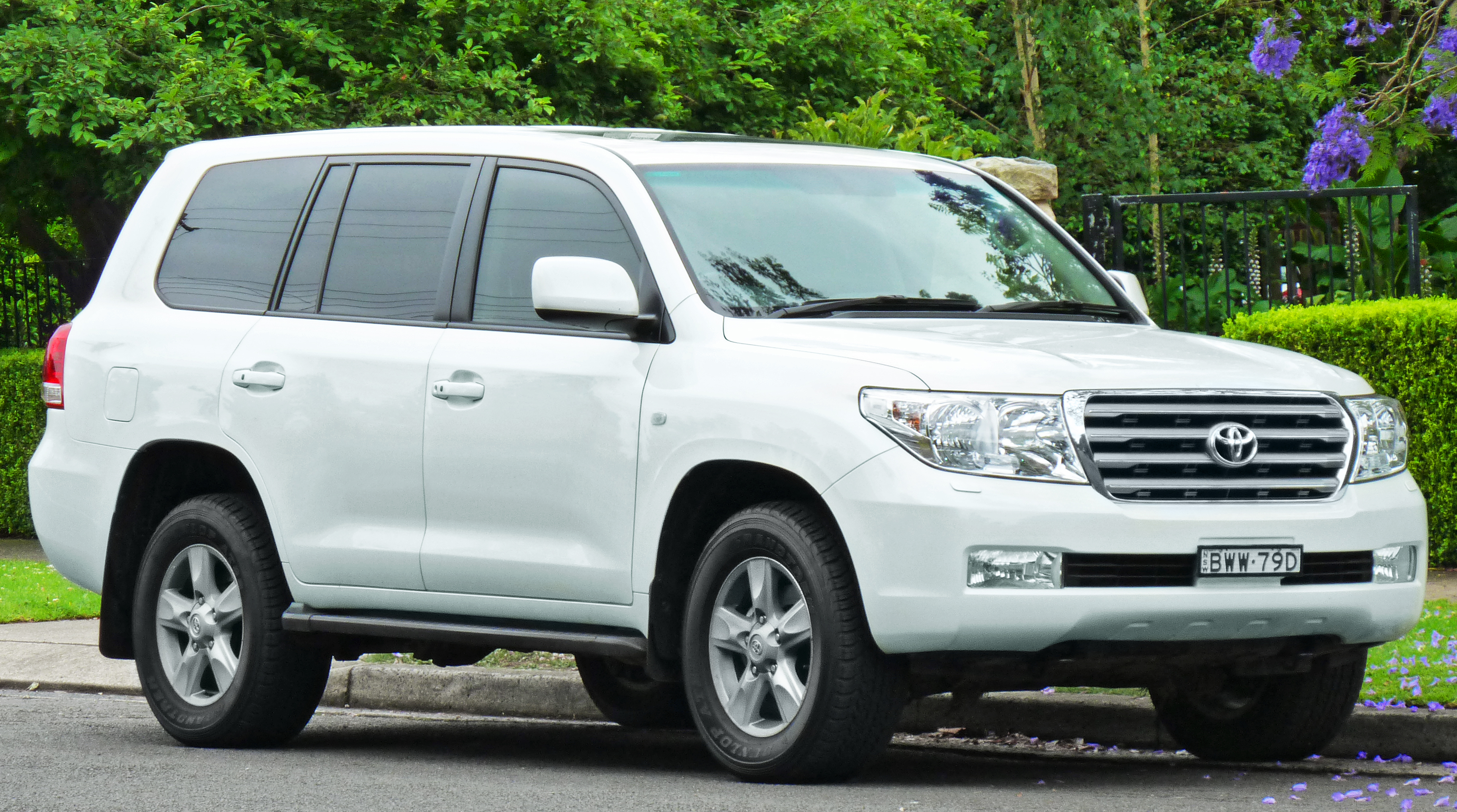
نسل نهم تویوتا لندکروزر، سری ۲۰۰، سال ساخت ۲۰۰۷-۲۰۲۱
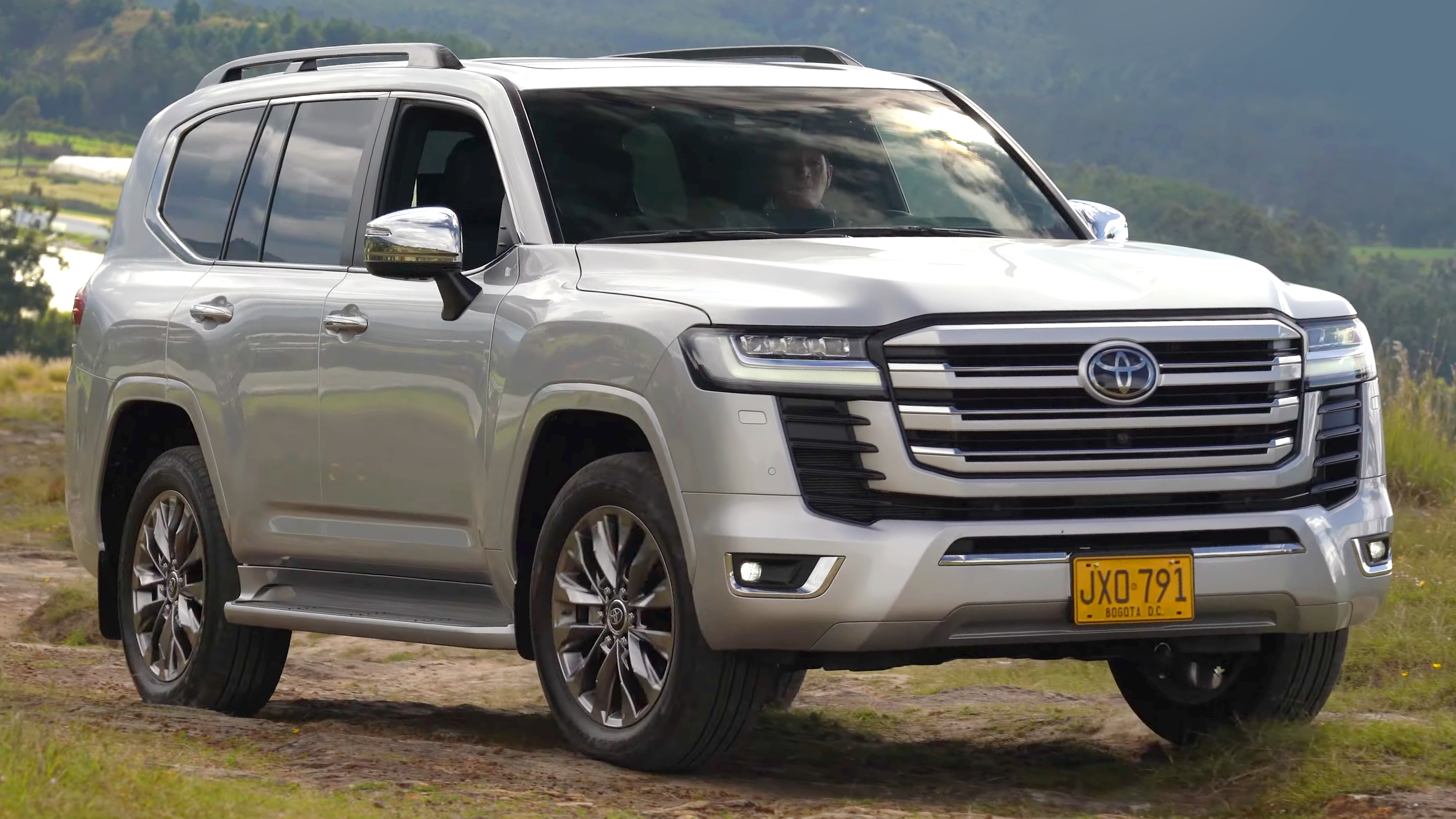
نسل دهم تویوتا لندکروزر، سری ۳۰۰، سال ساخت ۲۰۲۱-اکنون